# Кандал (сын Гелиоса)
Кандал (др.-греч. Κάνδαλος) — персонаж древнегреческой мифологии, сын Гелиоса
и Роды, имел шесть братьев-гелиадов и одну сестру (по Гесиоду — две сестры), жил на острове Родос. Вместе с братьями Актием, Триопом и Макаром из зависти убил своего брата, так как последний был больше них одарён в астрологии и других науках. После того, как преступление раскрылось, бежал на остров Кос.